# Скокови у воду
Скокови у воду су такмичарски спорт у којем је циљ скакача што ефектније, уз презентацију акробатских гимнастичких елемената током скока, скочити у воду с уздигнутог места. Скокови у воду су стандардан олимпијски спорт иако се често изводе и као рекреацијска забава на природним или уметним купалиштима. Од 1973. у организацији ФИНА одржавају се светска првенства у скоковима у воду у саставу Светског првенства у воденим спортовима.
Такмичари поседују многе карактеристике гимнастичара и плесача, укључујући снагу, флексибилност, кинестетичко расуђивање и свест о ваздуху. Неки професионални скакачи су првобитно били гимнастичари или плесачи, јер оба спорта имају сличне карактеристике као и скакање у воду. Дмитри Саутин држи рекорд по броју освојених олимпијских медаља у скоковима у воду, освојивши укупно осам медаља између 1992. и 2008. године.

## Историја

### Урањање
Иако је скакање у воду било популарна забава широм света од давнина, прва модерна такмичења тој дисциплини одржана су у Енглеској током 1880-их. Тачно порекло овог спорта је нејасно, мада вероватно потиче од чина скакања на почетку пливачких трка. Књига Ралфа Томаса „Пливање“ из 1904. бележи енглеске извештаје о рекордима који датирају од најмање 1865. године. Џон Хенриј Волш у издању Британских руралних спортова из 1877. године наводи да је „господин Јанг“ скочио са 56 ft (17 m) 1870. године, а такође се наводи да је 25 година раније пливач по имену Дрејк премашио 53 ft (16 m).
Енглеска Аматерска пливачка асоцијација (у то време названа Пливачки савез Велике Британије) први пут је започела „шампионат скакања у воду“ 1883. године. Тај шампионат је прекинут 1937.

### Акробатско скакање
Скакање у воду је такође био метод који су користили гимнастичари у Немачкој и Шведској од раног 19. века. Меко слетање је омогућило сложеније гимнастичке подвиге у ваздуху јер се скок могао извршити са веће висине. Ова традиција је еволуирала у „акробатско скакање“, док је скакање као прелиминарно пливању постало познато као „обично скакање“.
У Енглеској је пракса високог скакања – скакања велике висине – стекла популарност; прве скакаонице подигнуте су у Хајгејт Пондсу на висини од 15 ft (4,6 m) 1893. године, а прво светско првенство, Национално такмичење у грациозном скакању, тамо је одржало Краљевско друштво за спасавање живота 1895. године. Догађај се састојао од скакања стојећи и трчећи са 15 или 30 стопа (4,6 или 9,1 m).
На овом догађају су шведску традицију акробатског скакања у спорт увели спортисти Ото Хагборг и К.Ф. Маурици. Они су демонстрирали своје акробатске технике са скакачке даске од 10 m у Хајгејт Понду и стимулисали оснивање Аматерског скакачког удружења 1901. године, прве организације посвећене роњењу у свету (касније спојене са Аматерским пливачким удружењем). Акробатско скакање у воду је званично уведено у шампионат 1903. године.

### Олимпијско доба
Скакање у воду је први пут уведено у Олимпијске игре на догађају 1904. године. Олимпијске игре 1908. у Лондону додале су овај спорт и увеле еластичне даске уместо фиксних платформи. Женама је прво било дозвољено да учествују у скоковима у воду на Олимпијским играма 1912. у Стокхолму.
На Олимпијским играма 1928. године, 'обично' и 'акробатско' роњење су спојени у један догађај - 'скокови са високе платформе'. Такмичење у скакању у воду је први пут одржано на затвореном Империјалном базену за Игре Британске империје 1934. и касније Летњим олимпијским играма 1948. у Лондону.

## Дисциплине
Две су основне дисциплине скокова у воду: скокови с одскочне даске и скокови са торња. Скокови с одскочне даске изводе се с еластичне даске која приликом одраза даје додатни импулс скакачу, чиме се постиже виши и енергичнији скок. Скокови с даске се изводе с висина од 1 до 3 метра од водене површине. Торањ је чврсто, најчешће бетонско или дрвено одскочиште, на висини од 5 до 10 метара изнад водене површине. Стандардне такмичарске дисциплине су:
- даска 1 м
- даска 3 м
- торањ 10 м

Такмичење се изводи у мушкој и женској конкуренцији. На Олимпијским играма у Сиднеју 2000 уведена је и дисциплина синхронизованих скокова, где два такмичара из исте екипе изводе истовремено идентичан скок, те се осим тежине елемената и квалитета извођења оцењује и синхронизованост оба скока.

## Правила такмичења
Такмичари изводе унапред договорени број скокова, код мушких између 6 и 11, док код девојака између 5 и 10 скокова. Скакач унапред мора пријавити врсту скока који ће извести, а сваки скок има унапред одређен фактор тежине. Тај се фактор одређује на основу тежине и броја елемената који се изводе, на пример врста почетног става, број окрета и вијака, начин уласка у воду, итд. Скокове оцењују судије на следећи начин: за сваку фазу скока судија има на располагању по три бода (одраз, лет, улазак у воду) и још један додатни бод за укупан утисак и корекцију. Тада се тај збир множи с фактором тежине скока. Резултати за све скокове се сабирају, и победник је онај скакач или скакачица који има највећи коначни збир.
Такмичење се изводи на строго прописаним скакалиштима, на којима мора бити, осим одговарајућег торња, и базен прописаних димензија, од којих је посебно важна дубина воде.

## Слободни скокови
Осим строге олимпијске форме скокова у воду, скокови се изводе на готово свим природним и уметним купалиштима као вид забаве. Посебно су атрактивни скокови с високих, најчешће на мору, стена и литица. Постоје и такмичења у скоковима у воду са стена и платформи од преко 20 метара!
Важно је рећи да су скокови у воду, посебно с већих висина, релативно опасна активност и препоручљиво је да их изводе само спремни и искусни скакачи. Потенцијална опасност од погрешног уласка у воду може довести до озбиљних, па чак и фаталних озледа. Ударац у воду приликом скока с веће висине скакача може озледити али и ошамутити те прети опасност од утапања. Такође је опасно скакати на непознатом терену, где није проверена дубина воде, где није осигуран довољан простор у води за скок, итд.

## Безбедност
Упркос очигледном ризику, статистичка учесталост повреда у надгледаним тренинзима и такмичењима је изузетно ниска.
Већина несрећа које се класификују као 'повезане са скакањем' су инциденти узроковани појединцима који скачу са објеката као што су мостови или стубови у воду неадекватне дубине. Многе несреће се дешавају и када скакачи не узимају у обзир камење и трупце у води. Због тога је на многим плажама и базенима забрањено скакање у плитким водама или када спасилац није на дужности.
Након инцидента у Вашингтону 1993. године, већина америчких и других градитеља базена оклева да опреми стамбени базен одскочном даском за скакање, тако да су кућни базени за скакање много мање уобичајени ових дана. У том инциденту, 14-годишњи Шон Менили је направио „самоубилачки зарон” (држећи руке уз бокове, тако да му је глава прва ударила о дно) у приватном базену и постао тетраплегичар. Адвокати породице, Јан Ерик Петерсон и Фред Зедер, успешно су тужили произвођача ронилачких дасака, градитеља базена и Национални институт за бање и базене због неодговарајуће дубине базена. NSPI је одредио минималну дубину од 7 ft 6 in (2.29 m) што се показало недовољним у горњем случају. Базен у који је Менили скочио није изграђен према објављеним стандардима. Стандарди су се променили након што је власник куће поставио даску за скок на базен који није у складу са стандардима. Али судови су сматрали да је базен „био довољно близу” стандардима да NSPI сматра одговорним. Вишемилионска парница је на крају решена 2001. године за 6,6 милиона америчких долара (8 милиона долара након додавања камата) у корист тужиоца. NSPI је сматран одговорним, и био је финансијски оптерећен овим случајем. Организација је два пута поднела захтев за заштиту од стечаја у складу са Поглављем 11 и успешно је реорганизован у ново удружење индустрије базена.